# Yaginumaella cambridgei
Yaginumaella cambridgei is een spinnensoort uit de familie springspinnen (Salticidae). De soort komt voor in Bhutan.